# Mathieu Pelops
Mathieu Pelops est un footballeur international réunionnais né le 7 novembre 1986. Il joue au poste de gardien de but à la Saint-Pauloise FC.

## Biographie
Longtemps doublure du gardien Philippe Var, Mathieu fait ses débuts en 2005 avec la Saint-Pauloise FC. L'année suivante, il dispute la finale de la coupe de la Réunion et remporte son premier trophée avec la Saint-Pauloise. En 2008, Il termine champion de D2R et monte en D1P. La saison suivante dans l'élite était un peu délicat pour Pelops, avec la pression de la doublure Loic Aure mais parvient à garder sa place pendant le reste de la saison 2009. Le Saint-Paulois continue sur sa lancée, en 2010, Il remporte la coupe régionale de France et ça lui vaut d'être retenu avec la sélection de la Réunion pour la Coupe de l'Outre-Mer. Il sera la doublure de Emmanuel Ledoyen et n'aura pas joue une seule minute. Mais Mathieu se rattrape en 2011 en disputant son premier match officiel face à la Nouvelle-Calédonie. Jean-Pierre Bade le sélectionne pour les Jeux des îles de l'océan Indien aux Seychelles en tant que doublure de Fabrice Marbois. Le gardien dispute la deuxième rencontre du Club R (perdu 2-0 contre Mayotte). Mathieu remporte le championnat et la coupe de la Réunion en 2011. En 2012, le gardien de but est retenu pour disputer l'édition 2012 de la Coupe de l'Outre-Mer. Il disputera trois des quatre matchs et remporte cette coupe de l'Outre-Mer, en brillant lors de la séance de tirs au but en finale face à La Martinique. En 2014, malgré deux finales perdues avec son club (dont une finale qu'il ne dispute pas) Pelops remporte le championnat de la Réunion. Il quittera le club à la fin de la saison 2015 pour s'engager avec la JS Saint-Pierroise avec qui il réalisera le doublé championnat - Coupe régionale de France dès sa première saison, en 2016. Deux autres titres s'ajouteront en 2017 et 2018, ainsi qu'une nouvelle Coupe de la Réunion en 2018.
En 2019, contre toute attente il signe en Régional 2 à l’ASC Corbeil, promu dans cette division.
Il participe aux jeux des îles de l’océan indien avec la Réunion dont il sera le héros de la finale en arrêtant les 5 tirs au but des Mauriciens. En 2020, il revient finalement à la Saint-Pierroise avec laquelle il remporte encore la finale régionale de la Coupe de France.

## Palmarès
- Champion de D1P : 2011,  2014 avec la Saint-Pauloise FC , 2016, 2017, 2018 avec la Jeunesse Sportive Saint-Pierroise
- Champion de D2R en 2008 avec la Saint-Pauloise FC
- Vainqueur de la Coupe Régionale de France en 2010 et 2012 avec la Saint-Pauloise FC , 2016, 2020 avec la Jeunesse Sportive Saint-Pierroise
- Vainqueur de la Coupe de la Réunion en 2006 et 2011 avec la Saint-Pauloise FC , 2018 avec la Jeunesse Sportive Saint-Pierroise
- Médaille de bronze aux jeux des îles de l’océan indien en 2011 avec la Réunion
- Vainqueur de la Coupe de l'Outre-Mer en 2012 avec la Réunion.
- Vainqueur des jeux des îles de l’Océan indien en 2015 et 2019 avec la Réunion.